# 신용우 (성우)
신용우(愼鏞友, 1976년 3월 19일 ~ )는 대한민국의 성우로, 2003년 CJ ENM 성우극회 공채 5기로 입사했다.

## 약력
- 오디오 인터뷰 영상에서 자신이 성격이 까칠하다고 언급했다.

- 성우학원 펀스쿨 서초 고급 B반에서 강사로도 활동한다.[1] 다만 팬들을 대하는 것과 달리 연기 지도면에선 선배인 여민정처럼 후배들에게 상당히 엄격한 선배다.[2]

- 상술했듯 후배들에겐 엄격한 선배지만, 의외로 유머 감각과 웃음도 많다. 한때 이라쇼(이름없는 라디오쇼)에서도 후배인 박성태, 최승훈, 김현지와 개그센스를 발휘한 적이 있다.

- 성우 활동 이전에 국어 강사로 일했던 적이 있다.

- 게임을 즐기는 성격이다. Over The Radio 25회에서 "게임덕이라 루리웹을 알고 있습니다." 라고 말했다.

- 성우학원 '웰빙스피치' 에서 성선녀에게 가르침을 받은 제자이다.

- 목 관리를 구실로 담배를 피우지 않으며 술도 자제하는 편이다. "목 관리에도 신경을 많이 쓰실 것 같아요. 평소 항상 물을 들고 다녀요. 담배는 끊었고요. 술도 많이 자제하는 편이에요. 노래방 가서 노래 많이 못 부르고요. 감기 걸리면 안 되고요. 대본 들어야 하니까 손 다치면 안 되고요. 대본 봐야하니까 눈도 건강해야하고요. 잠도 못 자면 안 돼요. 성우라는 직업이 목소리만 중요할 것 같지만 정말 온 몸이 건강해야해요. 저희끼리는 3D 직업이라고 이야기해요. 감기만 걸려도 녹음을 못하니까요." 라고 어느 인터뷰에서 언급했다.

- 국어국문학과 출신으로 대학교는 경원대학교(가천대학교)를 다닌 적이 있다.

## 애니메이션

### EBS1
- 로보카폴리 - 로이, 레티, 토비, 캠프
- 뚜바뚜바 눈보리 - 눈보리
- 뚝딱맨 - 뚝딱맨, 그 외 단역들
- 우당탕탕 은하안전단 - 루키
- 강철소방대 파이어로보 -김태오/이찬란
- 용감한 소방차 레이 - 레이/준이 아빠
- 레인보우 루비 - 썬더벨
- 와글와글 친구들 - 행복씨
- 좀비딸 - 이정환
- 최강전사 미니특공대 - 맥스
- 개구리와 친구들 - 토끼
- 띠띠뽀 띠띠뽀 - 버니, 스팀
- 꼬마버스 타요 - 씨투, 빌리, 랙터 외 단역
- 메탈카드봇S 강철의 귀환 - 조안 그랜트, 덱스터, 플래시벡터

### MBC
- 따라락 따라락 뚝딱맨 - 뚝딱맨, 그 외 단역들
- 샤이닝스타 - 재키 춘 교장 선생님
- 시간탐험대 다이노맨 - 브론토맨

### 투니버스
- 내 마음은 무지 - 그 외 단역들
- 히어로스쿨Z - 울피
- 베이블레이드 버스트 - 슈
- 오오카미씨와 7명 동료들 - 우리시마 타로우
- 베리 VS 프라이미벌 - 우리시마 타로우 / 기린아
- 곤 - 탭 / 아움, 포크, 호우호우, 가이젤, 노보
- 요괴워치 - 차기웅, 염라대왕
- 아이 엠 스타! - 레이, 노노아빠
- 잃어버린 마법의 섬 (투니버스) - 아빠
- 가정교사 히트맨 리본 (투니버스) - 디노
- 개구리 중사 케로로(1~7기) (투니버스) - 사빈(사부로 623), 게일, 바리리
- 건방진 천사 - 코바야시 히토모지
- 고스트 바둑왕 (투니버스) - 진행원 3 / 데쓰오 / 아오키 / 종업원 / 남학생 / 학생 1 / 사회자 / 응시자 2 / 김 / 직원 2 / 아시와라 / 원생 3 / 히라바야시 / 남자 3 / 손님 1 / 이와사키 / 참가자2 / 아다치 / 참가자 1 / 담당 1 / 프로 2 / 프로 5 / 직원 / 손님 5 / 중국프로 2 / 중국프로 1 / 작업원 3 / 쓰지오카
- 나나 6/17 (투니버스) - 의사 / 남학생 1 / 남학생 2 / 남학생 3
- 나루토(1~5기) (투니버스) - 휴우가 네지 / 츠루기 미스미 / 기이치 외
- 나루토 질풍전(1~10기) (투니버스) - 휴우가 네지
- 달빛천사 (투니버스) - 에이치 / 스태프 1 / 맴버 3 / 남자 / 남자 2 / 기획자 / 광고주 3 / 도도로PD / 스태프 4 / 사회자 / 뮤지션 1 / 키튼 / 스태프 2 / 관객 1
- 도깨비언덕에 왜 왔니? (투니버스) - 너구리
- 드래곤볼Z 3기 (투니버스) - 마인 부우
- 따끈따끈 베이커리 (투니버스) - 서치 호크
- 레이브 (투니버스) - 푸샤 / 달마시안 / 미칸 / 볼기탱탱단 부하A(말라깽이)
- 메탈 베이블레이드 (투니버스) - 알렉세이 / 듀나미스
- 리틀펫샵 - 러셀
- 명탐정 코난 (투니버스, 애니맥스) - 괴도 키드, 의문남,하데스,고희도, 쿠로바 카이토
- 괴도 키드 (투니버스) - 고희도 / 괴도 키드 /쿠로바 카이토
- 괴도 키드 1412 (투니버스) - 고희도 / 괴도 키드 /쿠로바 카이토
- 몬스터 (투니버스) - 요한 리베르트
- 미도리의 나날 (투니버스) - 태풍
- 미라큘러스: 레이디버그와 블랙캣 (EBS, 투니버스) - 테오 바흐보/카피캣, 마스터푸, 쉬푸
- 별의 커비 - 카와사키, 블레이드 나이트, 쿠
- 배틀짱 (투니버스) - 몽이몽
- 뱅글뱅글타임루프 (투니버스) - 루크
- 블리치 (투니버스, 애니맥스) - 쿠로사키 이치고
- 사무라이 참프루 (투니버스) - 진
- 슈가슈가 룬 (투니버스) - 그라시에, 민형석
- 슈퍼 갤즈 (퀴니) - 이와이 마사토(사요의 남친) / 고토부키 타이조(란 아빠) / 카즈키
- 스타오션 EX (투니버스) - 소살리 글로브 / 가브리엘 / 깡패 3인조
- 신비한 별의 쌍둥이 공주 (투니버스) - 브라이트
- 신비한 별의 쌍둥이 공주 꼬옥! (투니버스) - 브라이트
- 심슨 가족 (투니버스) - 에이브러햄 심슨
- 아따맘마 (투니버스) - 김한돌, 구공태 선생님, 고문 선생님, 소년, 금붕어장사
  - 새로운 아따맘마 (투니버스) - 김한돌
- 아침안개의 무녀 (투니버스) - 타다히로
- 엠마 - 영국사랑이야기 제 2막 (투니버스) - 한스
- 오란고교 사교클럽 (투니버스) - 오오토리 쿄우야 / 미야비
- 작은 눈의 요정 슈가 (투니버스) - 바람의 요정
- 정글은 언제나 맑음 뒤 흐림 (투니버스) - 세이
- 츠바사 크로니클 (투니버스) - 토우야
- 캐릭캐릭 체인지 (투니버스) - 슈라이어
- 크르노 크루세이드 (투니버스) - 그리오
- 포켓몬스터 DP - 오박사, 맥실러, 동관, 지우의 초염몽, 시호, 강평, 핸섬, 진철, 현이, 전진, 화성, 맥, 지우의 글라이온
- 포켓몬스터 베스트위시 (투니버스) - 오박사 / 비주기 / 제게르 / 팟 / 담죽 / N / 철이 / 추룡 / 핸섬 /나이기/ 덴트의 돌살이→암팰리스 / 아이리스의 몰드류 / 로사의 또르박쥐 / 구름체육관 심판 / 에이미의 크리만 / 슈티의 으랏차→토쇠골→노보청 / 아케오스 / 돈 조지 / 곤율거니 / 레온 / 카밀레의 제브라이카 / 하행 / 연남의 마라카치 2 / 바라철록 1 / 더스트나 / 바비 / 찰스 / 토네로스 / 야콘의 몰드류 / 전툴라 1 / 버프론 1 / 이향의 망나뇽 /아이리스의 딥상어동
- 포켓몬스터 XY - 오박사 / 비주기 / 지우의 개굴닌자 / 시트로이드 / 칼라마네로 / 완철포 / 자크로 / 티에르노
- 포켓몬스터 XY&Z - 지우의 개굴닌자 / 오박사 / 비주기 / 태평 / 가야 박사
- 포켓몬스터 썬&문 - 오박사 / 비주기 / 송호 오 / 따라큐 / 부르간 / 터퍼 / DJ 레오 / 히로키 / 등산가 / 물거미 / 승부리
- 포켓몬스터 W - 오박사 / 비주기 / 마칸다 / 진철 / 오바람의 스마트 로토무 / 전진 / 시트로이드 / 가라르 야도킹
- 학원 앨리스 (투니버스) - 레오
- 황당용사 욜라세다 (투니버스) - 사쿠라자키 스즈오(욜라세다)
- GTO (투니버스) - 무라이 쿠니오
- 메이저 (투니버스) - 신재영
- 사랑은 콩다콩 (투니버스) - 김동찬
- 돌연변이 아일랜드 (투니버스) - 앙트레
- 꿈빛 파티시엘 프로페셔널 (투니버스) - 원가온
- 슈팅 바쿠간(2기) (투니버스) - 에이스
- 슈팅 바쿠간 BG (투니버스) - 렌 / 에어젤
- 짱구는 못말려 (투니버스) - 봉선달(짱구 외할아버지), 채소 가게 아저씨
  - 3기 - 피카소 정 / 지만 / 메케메케 / 랑포포 / 이금동 / 뉴스기자 / 슈퍼마켓직원 / 미숙아줌마 남편 / 알리바바 / 아저씨 / 카멜레온 정 작가 / 아나운서 / 목수 / 장사꾼 / 남자 / 택배원 / 우체부 / 남자 2 / 약사 / 사회자 / 골프강사 / 상인 / 전당포주인 / 부장 / 철도경찰원 / 이글헤드(악당)
  - 5기 - 랑포포 (악당)
  - 8기 - 부장 / 의사 / 나대박 선생님
  - 11기 - 커플남
  - 14기 - 민대구
- 위스컬 삐요 (투니버스) - 가람
- 와라! 편의점 (투니버스) - 박점장 / 맛있는이병
- 두더지 자매 (투니버스)
- 닌자펭귄 땡글이 (투니버스) - 너구하나
- 왕도둑 징 (투니버스) - 루시안 / 스위트
- 기동무투전 G건담 (투니버스) - 죄수3
- 엑스 드라이버 (투니버스) - 남자2
- 무적왕 트라이제논 (투니버스) - 곤
- 고쿠센 (투니버스) - 쿠마이 테루오
- 최유기 리로드 (투니버스) - 백부
- 날아라 호빵맨 (투니버스) - 하마
- 여신님! 작다는 건 편리해 (투니버스) - 곤 / 펀치펀치 / 호세 / 로봇 팡이라
- 나나 6/17 (투니버스) - 의사 / 남학생1
- 테니스의 왕자 (투니버스) - 이누이
- 레터비 (투니버스) - 고슈 / 프랭크
- 여기는 공원 앞 파출소 (투니버스) - 지누
- 동쪽의 에덴 (투니버스) - 카즈오미 / 인부 / 백수청년 / 히라사와
- 카레이도 스타 (투니버스) - 소라 아빠 / 리 / 노인 / 인형 / 남자 / 남자 1 / 크리스 / 사장 / 남자 2 / 찰리 (광대) / 매니저
- 마루코는 아홉살 (투니버스) - 모치츠키 / 쩖은 할어버지 / 미타 / 야구 캐스터 / 초밥집주인 / 쥰 / 동롱아저씨 / 가수 / 레이카 할아버지 / 왕 / 다케시 / 타마 아빠 / 카츠오 외
- 쾌걸 조로리 (투니버스) - 남자3 / 쿵푸남자 / 작가 / 드라큘라 / 부카라바카라 / 물귀신 / 좀비1 / 라이언 / 남자1 / 할아범 / 괴물 / 치포리 / 번개영감 / 크레용 1 / 고질러 / 해마영감 / 경비원1 / 노인 / 역장
- 무적코털 보보보 (투니버스) - 서비스맨
  - 1기 - 맨둥 / 다람돌이 / 폼사리 / 멍치 비서 / 다이너마이트 1 / 장기말 / 곰E / 곰 / 용회일 / 수수께끼 생명체 / 학생 1 / 필통 / 할아버지 / 3B / 토끼D / 해골 / 치와와 / 부감독 / 돌맨 / 서비스맨 / 6월 7일 / 목걸이 / 점원C / 데스마스크 / 헐랭이 2호
  - 2기 - 앤앤드앤즈 / 찍몽이 / 돼지1 / 황하문명 / 성우 / 보보락 / 금붕어 아저씨 / 메가팬 / 고등어신 / 노인 / 슈퍼래빗
  - 3기 - 해달 / 점장 / 패개왕 / 곤약
- 탐정학원 Q (투니버스) - 기자키 / 수험생 1 / 집사 / 고다 / 겐지 / 관리인 / 도둑 / 남학생2 / 승객 / 수학선생 / 치타
- 록맨 에그제 스트림 (투니버스) - 명인
  - 록맨 에그제 엑서스 (투니버스) - 명인
- 음양대전기 (투니버스) - 사이고 테루
- 드래곤볼GT (투니버스) - 부우 / 뽀뽀 / 호텔맨 / 해머
- 아가사 크리스티의 명탐정 포와로와 마플 (투니버스) - 오팔센 씨 / 형사2
- 조이드 (투니버스) - 지크 / 레이븐 / 노인 / 손자 / 통신병
- 에어마스터 (투니버스) - 신노스케
- 건퍼레이드 마치 (투니버스) - 토우자카 케이고
- 으랏차차 삼총사 (투니버스) - 퍼디스몰 / 쿨가이
- 울프스 레인 (투니버스) - 달시아
- 상상꾸러기 모나 (투니버스) - 할크 경관
- 전쟁과 축구 (투니버스)
- 맡겨줘 돌고래 (투니버스) - 고메스 / 야구선수
- 헌티드 정션 (투니버스) - 아베노 도메이 / 철학자 / 거인
- 말짱 꽝돌이 (투니버스) - 누보
- 시끌벅적 토마토 트윈스 (투니버스) - 이덤 왕자
- 원피스 (투니버스) - 후쿨 / 카아시 / 캐번디시
- 스켓 댄스 (투니버스) - 현세원(봇슨) / 카제오소
- 울트라 매니악 (퀴니) - 왕자 / 아빠 / 세바스찬
- 크로스파이트 비드맨 (투니버스) - 드라시안 / 코브라
- 나루토 SD - 록 리의 청춘 닌자전 (투니버스) - 네지
- 지켜줘 롤리팝(투니버스) - 윌 / 아빠 / 담임
- 웨딩피치(투니버스) - 케빈
- 미래전사 씨어(투니버스) - 블랙 로져 / 레이
- 마이 리틀 포니 (투니버스) - 스닙스
- 터닝메카드 W: 반다인의 비밀 (투니버스) - 에반, 킹죠스, 메가에반, 닥터 X, 피트, 아라게, 청룡
- 탐험 드리랜드(투니버스) - 피에르
- 스타워즈 - 요다의 비밀이야기 (투니버스) - 다스 시디어스 / 팰퍼틴 / 해설
- 베베데빌 (투니버스) - 강신
- 베이블레이드 버스트 - 슈
- 베이블레이드 버스트 갓 - 슈, 레드아이
- 벅스봇 이그니션 (투니버스) - 시온
- 미라큘러스: 레이디버그와 블랙캣(재능TV, 투니버스, 대교어린이TV) - 마술사
- 신비아파트 (투니버스) - 최강림, 나뭇꾼
- 신비아파트 극장판 (투니버스) - 최강림
- 닌자고 (투니버스) - 카이 그 외 단역들

### KBS
- 캐치! 티니핑 시리즈 (KBS) - 바로핑, 담임교사, 딜런 그 외 단역들
- 메탈카드봇 (KBS) - 조안 그랜트, 덱스터
- 다이노 파워즈 - 시원
- 쉿! 내 친구는 빅파이브 시즌1 2 - 문어박사
- 롤링스타즈 (KBS) - 조이 / 라비올리
- 쥬로링 동물탐정 (KBS) - 기린아 / 땅딸보 / 미라쿤
- 또봇 V (KBS) - 또봇 로켓, 남규만, X맨
- 또봇 V 2기 (KBS) - 플러피
- 아스타를 향해 차구차구 (KBS) - 메이르
- 터닝메카드 (KBS) - 에반, 킹죠스
- 터닝메카드 W (KBS) - 에반, 킹죠스, 메가에반, 닥터 X, 피트, 아라게
- 뛰뛰빵빵 구조대2 (KBS) - 톡톡
- 터닝메카드 R (KBS) - 에반
- 캐치! 티니핑 (KBS) - 바로핑, 데인
- 스톤에이지(KBS) - 밥
- 헬로 카봇 (KBS) - 에반
- 반짝반짝 달님이 2 - 재외
- 좀비덤 - 좀치
- 슈퍼트론 - 진박사, 케라
- 라이즈맨 - 밥, 그라프, 진, SS

### 타사
- 앵그리버드 - 레드
- 네모바지 스폰지밥 (니켈로디언) - 각종 단역
- 도라도라 영어나라 (EBS1) - 스와이퍼
- 디지몬 고스트 게임 (재능TV) - 레파몬의 꼬리, 아수라몬(자비의 얼굴), 오보로몬(청)
- 베리와 핑크팬더 (재능TV) - 플로프 / 탭 / 아움
- 레고 프렌즈 (재능TV)
- 서몬마스터즈 블루드래곤 (대원방송) - 지로
  - 블루 드래곤 : 천계의 7룡 (대원방송) - 지로
- A.T.O.M (대원방송)
- 기가 트라이브 (SBS) - 차이 (트라이브 옐로)
- 대니 팬텀 (니켈로디언) - 대니 팬텀 / 대니 팬튼
- 두발네발반야드 (니켈로디언)
- 르브바하프 왕국 재건설기 (MBC) - 세르비지오 / 고센국왕
- 괴도 조커 (카툰네트워크) - 괴도 스페이드, 심사위원 1, 사기꾼 1
- 미키마우스 클럽하우스 - 거인 윌리
- 수신연무 (애니맥스) - 타이토
- 카이지 (바둑TV) - 사하라
- 엽기인걸 스나코 (대원방송) - 유키노죠
- 유유백서 - 명계사투편 (시넥서스) - 초홍
- 유유백서 (대원방송) - 주작
- 개구쟁이 스머프 (니켈로디언) - 주책이 스머프 / 아지라엘
- 마다가스카의 펭귄 (니켈로디언) - 리코
- 유희왕 5D's (챔프) - 후도 유세이(유성)
- 내 친구 해치 (SBS) - 마태풍
- 트랜스포머 갤럭시포스 (챔프) - 코비한슨 / 울트라 제트 / 레드블릿
- 한자왕 주몽 (MBC) - 대소
- 일지매 (SBS) - 도성군 병사 / 정치세도가2 / 흑혈1단 / 세자
- 짜장소녀 뿌까 (MBC) - 가루 / 아뵤
- 짜장소녀 뿌까 2기 (대원방송) - 가루 / 아뵤
- 트랜스포머 애니메이티드 (카툰네트워크) - 범블비 코드 로쿄 (애니맥스) - 얼릭
- 플레이볼 (애니맥스) - 태민
- 인터섹션 (애니박스) - 형사
- 전투요정소녀 메이브 (애니박스) - 스기야마 레이
- 스쿠비 두와 늑대인간 (카툰네트워크) - 스크래피
- 이웃집 아이들의 무시무시한 모험 (카툰네트워크) - 60호 / 프레드 / 즐거운 아이들
- 듀얼 레전드 (카툰네트워크) - 안점장
- 듀얼 레전드 제로 (재능TV) - 죠지 / 마키
  - 듀얼 레전드 쇼크 (재능TV) - 죠지 완다가 간다 (디즈니채널) - 완다
  - DARKER THAN BLACK -유성의 제미니- (애니맥스) - 이리야
  - 노다메 칸타빌레 파리편 (애니맥스) - 쿠로키
  - 노다메 칸타빌레 피날레 (애니맥스) - 오클레르
  - 20 면상의 아가씨 (애니맥스) - 켄
  - 하야테처럼 (애니맥스) - 타마 / 노노히라 카에데
  - 러브 콤플렉스 (애니맥스) - 스즈키 / 쿠니우미
  - 채운국 이야기 (애니맥스) - 남추영
  - 제로의 사역마 (애니맥스) - 기슈
  - 크게 휘두르며 (애니맥스) - 미하시 렌
  - 수왕성 (애니맥스) - 자기
  - 동경대부 (애니맥스) - 마담
  - 솔티레이 (애니맥스) - 윌
  - 세이버 마리오넷 R (애니맥스) - 페이스
  - 세이버 마리오넷 J to X (애니맥스) - 미치 / 아카시 / 미스터 양 / 역무원 / 도둑3
    - 세이버 마리오넷 J Again (애니맥스) - 미스터 양 / 손님

  - 판타스틱 칠드런 (애니맥스) - 아기 / 세스
  - 허니와 클로버 (애니맥스) - 야마자키 카즈시
  - 엔젤 테일즈 (애니맥스) - 한솔
  - 내일은 축구왕 (애니맥스) - 조재영
  - 안달루시아의 여름 (애니맥스) - 프랭키
  - 플리즈 트윈즈 OVA (애니박스) - 마이크
  - 구름의 저편 - 약속의 장소 (애니박스) - 히로키
  - 사이버 포뮬러 더블원 (애니박스) - 마키 / 블리드 카가 사이버 포뮬러 SAGA (애니박스) - 블리드 카가
- 강철의 연금술사 극장판 (애니원) - 알폰스 하이데리히
- 머나먼 시공 속에서 - 무일야 (애니박스) - 시몬
- 몬스터 버스터 클럽 (애니박스) - 대니
- 사이버 포뮬러 Zero (애니박스) - 블리드 카가
- 수퍼멍멍이 레츠고 테피 (카툰네트워크) - 도사
- 웨이사이드 (니켈로디언) - 마이런
- 크러시기어 니트로 (재능TV) - 안영웅
- 직스 레벨2 (퀴니) - 마르코
- 베이비짱 (퀴니) - 준 / 블랙맨 / 남 선생
- 레고 닌자고 - 카이 / 보로보 / 제이콥
- 레이튼 수와 영원한 디바 (디즈니채널) - 버튼
- 쿵푸팬더 전설의 마스터 (니켈로디언)
- 스피드 레이서 넥스트 제너레이션 (카툰네트워크) - 스피드 레이서 주니어
- 지옥소녀 (애니맥스) - 거미
- 택틱스 (애니맥스) - 아오야기
- 파워퍼프걸Z (카툰네트워크) - 판초 아메바
- 건담 이볼브 (애니박스) - 통신사2
- 나나 (애니원) - 오카자키 신이치
- 코라의 전설 (니켈로디언) - 볼린
- 히어로 팩토리 (니켈로디언) - 스트링거
- 벤10 옴니버스 (카툰네트워크)
- 닌자 거북이 2012 (니켈로디언) - 라파엘로 / 크랭
- 토리코(카툰네트워크) - 텟페이
- 드래곤 길들이기 : 버크의 라이더(카툰네트워크) - 히컵
- 후로티 로봇(재능TV) - 파인보이
- 상상 속 친구들의 모험 : 몬스터들의 집 (카툰네트워크) - 블루
  - 상상 속 친구들의 모험 : 월트를 찾아서 (카툰네트워크) - 블루
- 마기(카툰네트워크) - 연백룡
- 츠리타마 (애니박스) - 유키
- 냉장고 나라 코코몽 - 아글
- 꿈의 전사 드림 디펜더즈(어린이TV) - 쟈니
- 썬더캣츠(카툰네트워크) - 라이온
- 기동전사 건담 AGE(챔프TV) - 플리트 아스노
- 꼬마버스 타요 (EBS1) - 씨투 / 빌리 / 랙터
- 뚜바뚜바 눈보리 (EBS1) - 눈보리
- 로보카 폴리 (EBS1) - 로이
- 건담 빌드 파이터즈 트라이 (애니맥스) - 내레이션, 사빈
- 머털도사 (EBS1) - 해우
- 베르사이유의 장미 (EBS1) - 생쥐스트 / 목사
- 시계마을 티키톡 (EBS1) - 베베토
- 워드 월드 (EBS1) - 해설
- 최강전사 미니특공대 (EBS1) - 맥스
- 팅가팅가 이야기 (EBS1) - 사자
- 피터 팬 (EBS1) - 피터 팬
- 하얀 물개 (EBS1) - 윙키
- 내 이야기 (애니박스) - 스나카와 마코토
- 한국사 시간여행 (EBS1) - 최민국 / 이방원 / 이천 / 단종 / 중종 / 선조 / 이광 / 권율 / 이억기 / 이봉수
- 오소마츠 6쌍둥이 (애니박스) - 오소마츠
- 용감한 소방차 레이 (EBS1) - 레이 / 준이 아빠
- 나의 히어로 아카데미아 (애니박스) - 토도로키 쇼토
- 하이큐!!(애니맥스) - 츠키시마 케이
- 플라워링 하트 (EBS1) - 트럼프 왕자
- 강철소방대 파이어로보 (EBS1) - 김태오
- 몬카트 (EBS1) - 루이 드 브로이, 샤오룽
- 틴 타이탄 GO! (카툰 네트워크) - 로빈
- 레전드히어로 삼국전 - 조운, 번조, 우길
- 아울 하우스 (디즈니 채널) - 벨로스 황제
- 미라큘러스: 레이디버그와 블랙캣(재능TV, 투니버스, 대교어린이 TV) - 마스터 푸
- 마일로 머피의 법칙 (디즈니 채널) - 마일로 머피
- 스파이디 그리고 놀라운 친구들 (디즈니+) - 웹스터, 그린 고블린, 라이노
- 티미의 못말리는 수호천사 (니켈로디언) - 스파키
- 토킹톰 히어로즈:별안간 슈퍼파워 - 벤

### 영화 애니 더빙
- 메탈 베이블레이드 극장판 - 헬리오스
- 빨간모자의 진실 (MBC) - 토끼
- 포켓몬스터 DP 극장판 (재능TV) - 토니오
- 극장판 포켓몬스터 AG: 뮤와 파동의 용사 루카리오 - 아론, 프레디
- 메이저 극장판 - 우정의 강속구 (투니버스) - 아나운서
- 나루토 질풍전 극장판 - 블러드 프리즌 (투니버스) - 네지
- 나루토 질풍전 극장판(인연) - 숙명의 재회 (투니버스) - 네지
- 늑대아이(MOVIE)
- 토리코 극장판 : 미식신의 스페셜메뉴 - 텟페이
- 요술공주 밍키: 꿈속의 윤무(MOVIE) - 피터 / 왕
- 쥴리의 육지 대모험(MOVIE) - 래리
- 개구쟁이 스머프 2 (2013) - 주책이
- 명탐정 코난 극장판 3기 - 세기말의 마술사 (투니버스) - 괴도 키드
- 명탐정 코난 극장판 8기 - 은빛날개의 마술사 - 괴도 키드
- 명탐정 코난 극장판 10기 - 탐정들의 진혼가 - 괴도 키드
- 명탐정 코난 극장판 13기 -칠흑의 추적자 - 민준태
- 명탐정 코난 극장판 14기 - 천공의 난파선 (투니버스) - 괴도 키드
- 명탐정 코난: 화염의 해바라기 - 괴도 키드
- 명탐정 코난 침묵의 15분 - 신기루
- 명탐정 코난 에피소드원 - 괴도키드
- 명탐정 코난 감청의 권 - 괴도키드
- 짱구는 못말려 극장판: 폭발! 온천 부글부글 대작전 (1999년) - 닥터 때바라, 킬러 핑거 죠
- 짱구는 못말려 극장판: 돼지발굽 대작전 (2000년) - 부리부리몬
- 짱구는 못말려 극장판: 동물소환 닌자 배꼽수비대 (2023년) - 봉선달
- 케로로 중사 극장판 1기 - 최종병기 키루루 (투니버스) - 사빈(사부로 623)
- 케로로 중사 극장판 2기 - 심해의 프린세스 (투니버스) - 사빈(사부로 623)
- 케로로 중사 극장판 3기 - 케로로 대 케로로 천공대결전 (투니버스) - 사빈(사부로 623)
- 케로로 더 무비: 드래곤 워리어 (투니버스) - 사빈(사부로 623)
- 케로로 더 무비: 기적의 사차원섬 (투니버스) - 사빈(사부로 623)
- 쾌걸 근육맨 2세 (투니버스) - 렉스킹
- 점박이, 한반도의 공룡 3D (EBS) - 점박이 청소년
- 원피스: 저주받은 성검 (투니버스) - 사가
- 원피스: 기계태엽성의 메카거병 (투니버스) - 라체트
- 이누야샤 극장판 3기 천하패도 검 - 타케마루
- 앵그리버드 더 무비 - 레드
- 앵그리 버드 2: 독수리 왕국의 침공 - 레드
- 극장판 요괴워치: 탄생의 비밀이다냥! - 차기웅, 환마장군
- 극장판 요괴워치: 염라대왕과 5개의 이야기다냥! - 염라대왕
- 극장판 요괴워치: 하늘을 나는 고래와 더블세계다냥! - 차기웅, 염라대왕
- 극장판 요괴워치: 섀도우 사이드 도깨비 왕의 부활 - 염라대왕
- 극장판 요괴워치: FOREVER FRIENDS - 고귀한, 염라
- 파워배틀 와치카 미니카 배틀리그: 불꽃의 질주 - 카이 / 한스 / 쿠리
- 토마스와 친구들: 잃어버린 왕관 - 토마스
- 극장판 토마스와 친구들: 디젤 기관차들의 반란 - 토마스
- 하이큐!! 끝과 시작 - 츠키시마 케이
- 하이큐!! 승자와 패자 - 츠키시마 케이
- 달빛궁궐 - 백악산신
- 주토피아 - 미스터 빅
- 카 3: 새로운 도전 - 잭슨 스톰
- 루돌프와 많이있어-많이있어
- 코코 - 에르네스토 델 라 크루즈
- 신비아파트: 금빛 도깨비와 비밀의 동굴 - 최강림
- 극장판 신비아파트: 하늘도깨비 대 요르문간드 - 최강림
- 신비아파트 극장판 차원도깨비와 7개의 세계 - 최강림
- 미래의 미라이 - 아빠
- 별의 정원 - 플루토
- 극장판 샤이닝스타: 새로운 루나퀸의 탄생! - 재키 춘 / 만두축제 MC
- 레드슈즈 - 멀린
- 온워드: 단 하루의 기적 - 발리 라이트풋
- 퍼피 구조대 더 무비 - 체이스
- 퍼피 구조대: 더 마이티 무비 - 체이스
- 엔칸토: 마법의 세계 - 브루노 마드리갈
- 배드 가이즈 - 울프
- 더 퍼스트 슬램덩크 - 서태웅
- 위시 - 발렌티노

### DVD 더빙
- 비너스 전기 (DVD) - 윌
- 코스모워리어 제로 (DVD) - 화룡 통신사 / 페이스 브레이커
- 링스 어드벤처 - 루퍼트
- 숲의 요정 페어리루 (KBS 키즈) - 올리브

### 웹툰애니
- 와라! 편의점 The animation (네이버 만화) - 프랜드마트 태연점 점장님
- 노블레스 OVA : 파멸의 시작 (네이버 만화) - 카디스 에트라마 디 라이제르

### 영화 드라마 더빙
- 해리포터와 불의 잔 (SBS) - 빅터 크룸 (스타니슬라프 야네프스키)
- 디 워 - 이든 (제이슨 베어)
- 베토벤 (EBS) - 버논 (스탠리 투치)
- 쥬만지 (EBS) - 어린 앨런(아담 한 바이드) / 주디와 피터의 아버지(말콤 스튜어트) / 해충 전문가(제임스 핸디) / 총포상(대릴 헨리케스)
- 나 그리고 나 (EBS) - 빅터 (스콧 맥코드)
- 조니 카파할라, 눈 위의 서퍼 (EBS) - 조니 (브렌든 베이커)
- 마우스의 슬램덩크 (EBS) - 마우스 (임효범)
- 스타워즈: 깨어난 포스 - 카일로 렌 (아담 드라이버)
- 스타워즈: 라스트 제다이 - 카일로 렌 (아담 드라이버)
- 스타워즈: 라이즈 오브 스카이워커 - 카일로 렌 (아담 드라이버)
- 다이노 댄 (투니버스) - 짐
- 말괄량이 마법학교 (투니버스) - 헬리 대마법사
- 슈퍼닌자 (니켈로디언) - 마이크
- 아이칼리 (니켈로디언)
- 하우 투 겟 어웨이 위드 머더 - 애셔, 키건, 에이든, 홉스, 터커, 데이비드, 앤드루 신부
- 앤트맨 - 대런(코리 스톨)
- 가디언즈 오브 갤럭시 VOL. 2 - 스타로드/피터 제이슨 퀼 (크리스 프랫)
- 어벤져스: 인피니티 워 - 스타로드/피터 제이슨 퀼 (크리스 프랫)
- 어벤져스: 엔드게임 - 스타로드/피터 제이슨 퀼 (크리스 프랫)
- 토르: 러브 앤 썬더 - 스타로드/피터 제이슨 퀼 (크리스 프랫)
- 뮬란 - 홍위(안유흠)
- 클리포드 더 빅 레드 독 - 케이시 (잭 화이트홀)

### 외주제작 드라마 더빙
- 파워레인저 다이노썬더 (투니버스) - 유키/다이노 레드
- 파워레인저 SPD (투니버스) - 경찰
- 파워레인저 트레저포스 (챔프) - 레이/트레저 블랙
- 파워레인저 와일드스피릿 (챔프) - 니와 / 츠네시 / 슈엔 / 론
- 파워레인저 엔진포스 (챔프) - 히로/엔진골드,젯타이거
- 가면라이더 드래건 (투니버스) - 소년 간자키 / 몬스터1 / 남자1 / 이치 / 시노부
- 가면라이더 파이즈 (투니버스) - 코스케 / 기타레이 / 대학생1
- 가면라이더 가부토 (챔프) - 카게아마슌 / 가면라이더 자비
- 가면라이더 덴오 (챔프) - 류타로스 / 가면라이더 덴오 건폼
- 가면라이더 디케이드 (챔프) - 류타로스 / 가면라이더 덴오 건폼
- 가면라이더 위저드 (챔프) - 이라온 / 가면라이더 비스트
- 가면라이더 지오 - 게이츠 / 가면라이더 게이츠, 이라온 / 가면라이더 비스트, 카게야마 슌 / 가면라이더 펀치호퍼, 류타로스 / 가면라이더 덴오 건폼
- 퓨어엔젤 미라클 매직 (투니버스) - 서예

### 오디오 드라마
- <궁에는 개꽃이 산다> (오디언) (미소루)
- <얼음나무 숲> (오디언) (아나토제 바엘)
- <홍염의 성좌> (오디언) (에드먼드 란슬로)
- <하얀 로냐프강> (오디언) (퀴트린 새럿)
- <사나운 새벽> (오디언) (록베더)
- <지구에서 영업중> (오디언) (진)
- <편의점 그녀> (오디언) (길동)
- <우리들의 행복한 시간> (오디언) (정윤수)
- <내 평생 잊지 못할 일> (오디언)
- <라스베이거스 짬뽕 사건> (오디언)
- <러브 인 사이프러스> (오디언)
- <시골의사의 아름다운 동행 - 사랑> (오디언)
- <유쾌한 골프세상> (오디언)
- <별처럼 태어났으니 눈부시게 사랑하라> (오디언)
- <아마테라스 오미카미 1,2> (오디언)
- <어느날 갑자기> (오디언) (재원)
- <엘리베이터에 낀 그 남자는 어떻게 되었나> (오디언)
- <인간실격> (오디언)
- <지문사냥꾼> (오디언)
- <천년의 사랑> (오디언)
- <하얀 기억 속의 너> (오디언)
- <해저 2만리> (오디언)
- <데미안> (오디언)
- <바람과 함께 사라지다> (오디언)
- <프란츠 카프카의 시골의사> (오디언)
- <프랑켄슈타인> (오디언) (크레발)
- <가을날의 동화> (오디언) (오재일)
- <경성애사> (오디언) (해설/ 왕골)
- <공녀> (오디언) (샤하이)
- <그녀는 작전수행 중> (오디언) (지민)
- <그들만 모르는 비밀> (오디언) (규기찬)
- <내 남자친구에게> (오디언) (은형)
- <두통, 치통, 사랑통?!> (오디언) (제갈완)
- <모던걸의 귀향> (오디언) (규학)
- <영혼의 방아쇠를 당겨라 [新비단속옷]> (오디언) (강건영)
- <운향> (오디언) (휘영)
- <자유를 향한 비상구> (오디언) (정지혁)
- <코카콜라 키드> (오디언) (왕효원)
- <파란만장 2중생활> (오디언) (선우건)
- <하록과 배태랑> (오디언) (하윤)
- <환상속에 그대가 있다> (오디언) (한상현)
- <환생> (오디언) (영)
- <김유신> (오디언)
- <조선왕 독살사건1 경종> (오디언)
- <최충헌> (오디언)
- <푸른 꿈을 꾸다> (오디언)
- <잘 나가는 직장인은 1%가 다르다 1,2> (오디언)
- <펭귄을 날게 하라> (오디언)
- <고교 평정화> (오디언) (김동빈)
- <달의 아이 1,2> (오디언) (루드비히)
- <대도오> (오디언) (대도오)
- <무림수사대> (오디언) (모지훈)
- <의선사겁> (오디언) (장의원)
- <창공의 군주> (오디언) (엔델)
- <환성> (오디언) (캐슬)
- <찰리 챈 - 중국 앵무새> (오디언) (밥이든)
- <너 외롭구나> (오디언)
- <성공레슨> (오디언)
- <Missing link> (夜海) (태하)
- <The Jara Vol.04> (夜海)
- <The Jara Vol.22> (夜海)
- <아임콘!? 마이콘!> (夜海) (이서진)
- <11월소년 - 평행선> (팀아나고) (이푸름)
- <해바라기> (DiiVaa) (반)
- <천일야화> (DiiVaa) (세하라)
- <Side By Side - W ~ D> (호락)
- <사포맵스 1,2> (Mabs) (신현성)
- <울어봐,빌어도 좋고> (오디언) (마티어스 폰 헤르하르트)
- <끊을 수 없는 나쁜짓>(오디언)(정지한)

### 라디오 드라마
- 2008.05.26 ~ 2008.05.31 EBS 고전극장 - 오유란전 (김생)
- 2013.02.04 ~ 2013.02.22 EBS 라디오 소설 - 천명관 作 나의 삼촌 브루스리 (형, 제작부장, 남자2, 깍두기1, 용식)
- 2015.03.02 ~ 2015.03.26 EBS 낭독b - 하근찬 作 내 마음의 풍금 (해설/ 수하)

### 게임
- 그랜드체이스 - 진
- 다시 그리는 시간 - 로샤 로렌하이트
- 레이튼 교수와 악마의 상자 - 체르미 경감
- 테일즈런너 - 카이
- 타르타로스 온라인 - 핑코의 아버지, 펠리언
- 테일즈위버 - 보리스 진네만, 롱소드 굿나이트
- 마그나카르타2 - 주토
- 말과 나의 이야기, 앨리샤 - 남자 목소리 3
- 메이플스토리 - 괴도 팬텀, 펭귄
- 메이플스토리2 - 미노, 카트반
- 007 제임스 본드: 퀀텀 오브 솔러스 - 용병 등
- 스타 프로젝트 온라인 - 이안
- 오버워치 - 리퍼
- 진 삼국무쌍 4 - 조비
- 웬디의 네버랜드 - 제임스 후크
- 인피니티 온라인 - 백호
- 디아블로3 - 보석공
- 와라 편의점 - 점장
- 월드 오브 워크래프트 - 래시온
- 스타크래프트: 리마스터 - 감염된 테란, 드라군
- 스타크래프트 II - 악령(Spectre), 아바투르(Abathur), 데하카(Dehaka), 용기병(Dragoom), 넉스
- 도타2 - 자이로콥터
- 구운몽-어느소녀의 사랑이야기 - 해랑
- 드래곤네스트 - 제레인트
- 수상한 메신저 - 한주민
- 던전 앤 파이터 - 마창사
- 데스티니 차일드 - 로키
- 좀비고등학교 히어로즈판 - 김준호/사무엘
- 더 보이스 - 최석영
- 애프터라이프(AFTERLIFE) - 유세프
- 마피아42 - 군인, 정치인
- 파이널판타지14 - 아씨엔 에메트셀크
- 쿠키런: 킹덤 - 우유맛 쿠키, 매콤한 마라 전사
- 데스티니 가디언즈 - 케이드 6
- 반만 남은 세계 - 영우

### 방송
- 무한지대큐 (KBS)
- 문화사색 (MBC) - 2009년 12월 29일 출연
- 에일리언 샘 (투니버스) - 12화, 13화   특별출연

### 광고
- SK텔레콤 T LIVE
- 모노폴리
- SK네트웍스 스마트
- 포켓몬스터 메가링
- SONY 디지털 카메라
- 레고

### 다큐
- EBS 장수의 비밀
- 2012.01.05 EBS 다큐10+ <문명의 탄생과 몰락> 5편 로마의 성장과 공화정
- 2012.01.12 EBS 다큐10+ <인간과 언어>
- 2012.02.29 EBS 다큐10+ <로봇 전쟁의 시대가 온다>
- 2012.03.29 EBS 다큐10+ <과거와 미래가 만나는 곳, 모로코>
- 2012.04.05 EBS 다큐10+ <퍼스트레이디의 정치학 - 백악관의 숨은 권력자, 미셸 오바마>
- 2012.04.18 EBS 다큐10+ <제2의 지구를 찾아서>
- 2012.04.19 EBS 다큐10+ <전설 속의 괴물, 대문어를 찾아서>
- 2012.04.27 EBS 다큐10+ <하늘의 곡예사 벌새> (해설)
- 2012.05.04 EBS 다큐10+ <제임스 가족의 강변 일기 - 가을에서 겨울까지>
- 2012.05.16 EBS 다큐10+ <지도 전쟁> 제3부 약탈과 소유의 역사
- 2012.05.18 EBS 다큐10+ <우리가 몰랐던 공룡의 비밀>
- 2012.05.23 EBS 다큐10+ <케플러와 갈릴레이>
- 2012.05.24 EBS 다큐10+ <기업의 힘> 제1부 기업의 탄생
- 2012.05.25 EBS 다큐10+ <기업의 힘> 제2부 무한한 시장
- 2012.06.01 EBS 다큐10+ <기업의 힘> 제4부 성장을 위한 갈등
- 2012.06.07 EBS 다큐10+ <기업의 힘> 제5부 위기의 순간
- 2012.06.08 EBS 다큐10+ <기업의 힘> 제6부 누가 기업을 지배하는가?
- 2012.06.14 EBS 다큐10+ <기업의 힘> 제7부 일본 기업의 약진
- 2012.06.15 EBS 다큐10+ <기업의 힘> 제8부 기업 성공의 열쇠
- 2012.06.21 EBS 다큐10+ <기업의 힘> 제9부 발전하는 중국 기업
- 2012.06.22 EBS 다큐10+ <기업의 힘> 제10부 기업의 미래
- 2012.07.11 EBS 다큐10+ <후쿠시마 원전 사고 그 후>
- 2012.07.19 EBS 다큐10+ <런던 2012, 올림픽을 준비하는 사람들>
- 2012.07.26 EBS 다큐10+ <스포츠와 인간>
- 2012.08.15 EBS 다큐10+ <아웅 산 수 치>
- 2012.09.04 EBS 다큐10+ <인간 게놈 프로젝트, 그 후 10년>
- 2012.09.05 EBS 다큐10+ <911 그 날의 생존자들>
- 2012.09.06 EBS 다큐10+ <세계무역센터를 다시 짓다>
- 2012.10.02 EBS 다큐10+ <나미브 사막의 미스터리, 페어리 서클>
- 2012.10.10 EBS 다큐10+ <세계의 산> 제1부 몽블랑
- 2012.10.11 EBS 다큐10+ <세계의 산> 제2부 우아스카란
- 2012.10.17 EBS 다큐10+ <세계의 산> 제3부 매킨리
- 2012.10.18 EBS 다큐10+ <세계의 산> 제4부 클류쳅스카야
- 2012.10.31 EBS 다큐10+ <퍼스트레이디의 정치학>
- 2012.11.05 EBS 다큐10+ <2012 미국의 선택> 제1부 버락 오바마
- 2012.11.06 EBS 다큐10+ <2012 미국의 선택> 제2부 밋 롬니
- 2012.11.21 EBS 다큐10+ <미국 대통령 경호실의 실체>
- 2012.11.22 EBS 다큐10+ <대학 주식회사 - 미국 영리 대학의 빛과 그림자>
- 2012.12.06 EBS 다큐10+ <중세 고딕 성당의 비밀>
- 2013.01.03 EBS 다큐10+ <문명의 탄생과 몰락> 1편 최초의 도시, 최초의 국가
- 2013.01.10 EBS 다큐10+ <문명의 탄생과 몰락> 2편 철기시대의 개막
- 2013.01.17 EBS 다큐10+ <문명의 탄생과 몰락> 3편 고대그리스 그리고 그리스 다운 것
- 2013.01.23 EBS 다큐10+ <지도 전쟁> 2편 지도와 시대정신
- 2013.01.24 EBS 다큐10+ <문명의 탄생과 몰락> 4편 알렉산드로스 대왕의 유산
- 2013.01.31 EBS 다큐10+ <문명의 탄생과 몰락> 5편 로마의 성장과 공화정
- 2013.02.07 EBS 다큐10+ <문명의 탄생과 몰락> 6편 팍스로마나와 기독교의 탄생
- 2013.06.26 EBS 다큐10+ <엘리베이터, 과연 안전한가?>
- 2013.07.18 EBS 하늘에서 본 세계 <유럽의 위대한 도시> (해설)
- 2013.07.24 EBS 다큐10+ <로봇 전쟁의 시대가 온다>
- 2013.07.30 EBS 다큐10+ <중세 고딕 성당의 비밀>
- 2013.08.28 EBS 세계의 눈 <에너지 위기, 대안을 찾아서>
- 2014.02.04 EBS 다큐프라임 <세계문화유산 양동마을 이야기> 1부 오래된 미래 (해설)
- 2014.05.04 EBS 하늘에서 본 세계 <오스트리아> 1부 (해설)
- 2014.05.06 EBS 하늘에서 본 세계 <오스트리아> 2부 (해설)
- 2014.07.08 KBS 다큐 공감 <대한청년 자력갱생 프로젝트 열정이 힘이다> (해설)
- 2014.08.30 EBS 세계의 눈 <하늘의 곡예사 벌새> (해설)
- 2015.04.03 EBS 하늘에서 본 세계 <이탈리아 남부지방> (해설)
- 2015.06.15 EBS 하늘에서 본 세계 <이스라엘> (해설)
- 2016.06.19 EBS 하늘에서 본 세계 <뉴욕> (해설)
- 2016.06.26 EBS 하늘에서 본 세계 <유럽의 위대한 도시 (1)> (해설)
- 2016.11.13 SBS 일요특선 다큐멘터리 <미래를 위한 선택, 기업가 정신> (해설)
- 2016.11.27 EBS 하늘에서 본 세계 <유럽의 위대한 도시 (2)> (해설)
- 2017.01.01 EBS 하늘에서 본 세계 <오스트리아 (5)> (해설)
- 2017.02.05 EBS 세계의 눈 <이베라 습지의 카피바라> (해설)
- 2017.02.12 EBS 세계의 눈 <베어그릴스의 영국탐험 - 북웨일즈> (해설)
- 2017.02.19 EBS 세계의 눈 <베어그릴스의 영국탐험 - 요크셔데일스> (해설)
- 2017.09.23 KBS 구석구석 대한민국 행복한 지도 <7회 이야기가 익는 마을 / 남원, 순창 편> (해설)
- 2017.09.25 EBS 다큐프라임 <철학하라 1부 너희는 왜 우리를 미워하는가?> (자경단장 役)
- 2017.09.30 KBS 구석구석 대한민국 행복한 지도 <18회 흥자매, 물 만났네 / 예천 편> (해설)
- 2017.10.05 EBS 추석 특선 다큐멘터리 <우주에서 보낸 1년>
- 2017.11.19 EBS 세계의 눈 <베트남 전쟁-불바다 (1969. 04.~1970. 05.)>
- 2018.04.08 EBS 다큐로그인 <제이미 올리버의 슈퍼푸드 - 달걀과 산양유의 비밀> (해설)
- 2018.04.15 EBS 다큐로그인 <제이미 올리버의 슈퍼푸드 - 생선과 고구마의 비밀> (해설)
- 2018.04.29 EBS 다큐로그인 <제이미 올리버의 슈퍼푸드 - 콩과 견과류의 비밀> (해설)
- 2018.05.06 EBS 다큐로그인 <제이미 올리버의 슈퍼푸드 - 해초와 과일의 비밀> (해설)
- 2018.05.06 SBS 스페셜 <스마트폰 전쟁 - 내 아이를 위한 스마트폰 사용설명서>

### 이벤트
- Sweet time Sweet voice(STSV)

### 특촬물
- 레전드히어로 삼국전 - 조운, 우길, 번개